# Valeriana warburgii
Valeriana warburgii är en kaprifolväxtart. Valeriana warburgii ingår i släktet vänderötter, och familjen kaprifolväxter.

## Underarter
Arten delas in i följande underarter:
- V. w. variabilis
- V. w. warburgii